# Laboulbenia inflata
Laboulbenia inflata Thaxt.– gatunek grzybów z rzędu owadorostowców (Laboulbeniales). Pasożyt owadów.

## Systematyka i nazewnictwo
Pozycja w klasyfikacji według Index Fungorum: Laboulbenia, Laboulbeniaceae, Laboulbeniales, Laboulbeniomycetidae, Laboulbeniomycetes, Pezizomycotina, Ascomycota, Fungi.
Gatunek ten po raz pierwszy opisał w 1892 r. Roland Thaxter na chrząszczu z rodzaju Bembidion w Dakocie Południowej w USA.

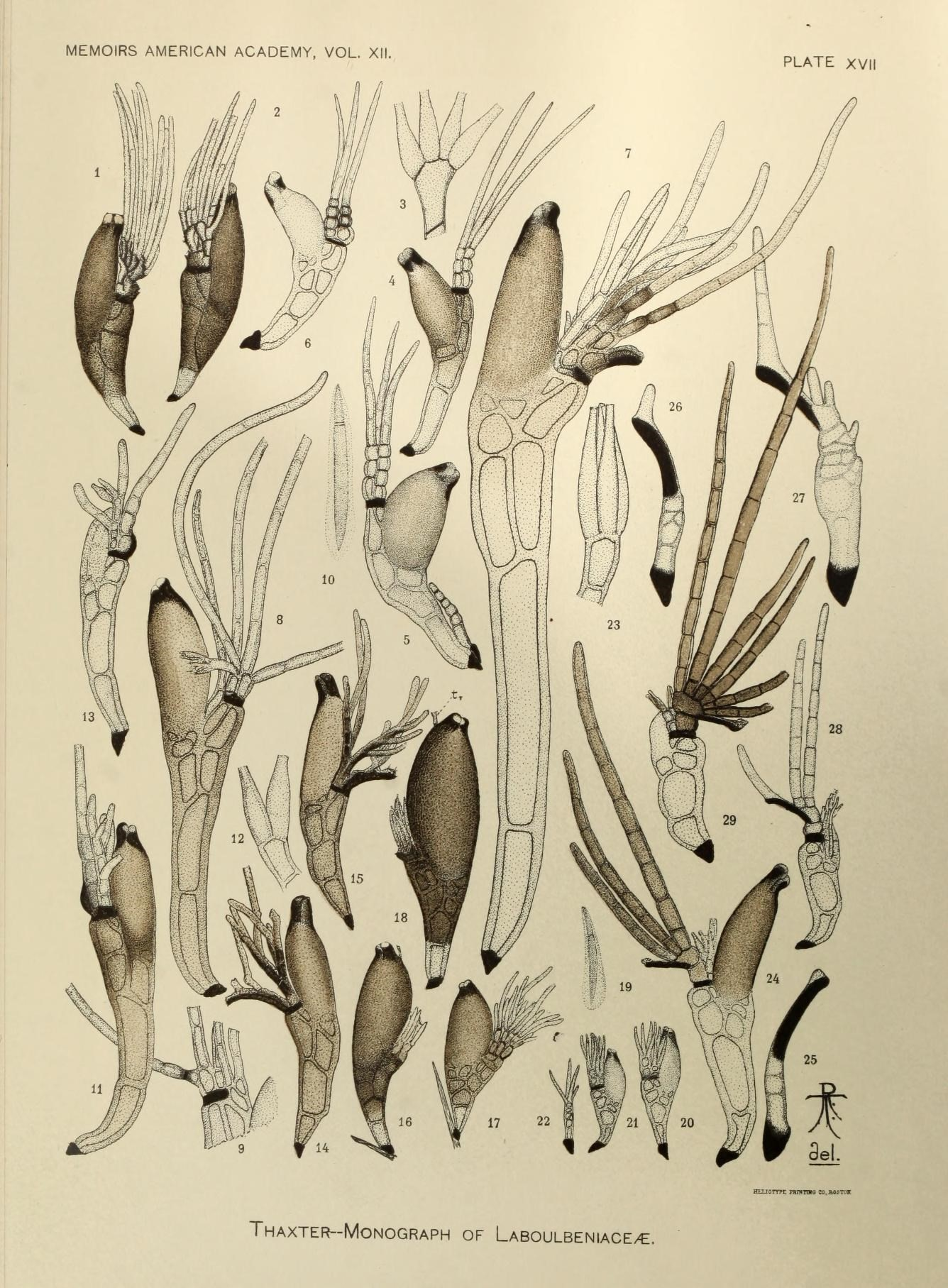
Laboulbenia inflata nr 4-6. Pozostałe to inne gatunki Laboulbenia

## Charakterystyka
Grzyb entomopatogeniczny, pasożyt zewnętrzny owadów. Notowany na chrząszczach (Coleoptera) z rodziny biegaczowatych (Carabidae) należących do rodzajów Bembidion i Acupulpus. Nie powoduje ich śmierci i zazwyczaj wyrządza mu niewielkie szkody.